# José María Olazábal
José María Olazábal Manterola (Fuenterrabía, Guipúzcoa, 5 de febrero de 1966) es un golfista español.

## Carrera deportiva
Como jugador aficionado fue campeón del prestigioso The Amateur Championship británico en 1984.
En su palmarés profesional se incluyen dos "chaquetas verdes" al vencer en el Masters de Augusta en las ediciones de 1994 y 1999, además de haber participado en siete ocasiones en la Ryder Cup, ganando cuatro de ellas con el combinado europeo en las ediciones de 1987, 1989, 1997 y 2006, formando junto a Severiano Ballesteros, la pareja de Ryder más exitosa de la historia de este torneo. Fue el Capitán europeo en la edición de la Ryder Cup 2012, donde su equipo obtuvo el triunfo tras una remontada histórica, victoria que el golfista dedicó a su antiguo compañero Ballesteros, gran inspirador del equipo europeo.
José María Olazábal es a julio de 2019 el jugador de la historia que menos tardó en conseguir sus primeras 8 victorias en el pga/circuito europeo con un total de 66 apariciones por delante de Tiger Woods, segundo jugador más precoz.
Por los méritos contraídos en su palmarés y el respeto ganado entre sus compañeros de profesión, es miembro del World Golf Hall of Fame desde el año 2009. En 2013 recibió el Premio Príncipe de Asturias de los Deportes.

## Victorias en el Circuito Europeo
- 1986: Ebel European Masters Swiss Open, Sanyo Open
- 1988: Volvo Belgian Open, German Masters
- 1989: Tenerife Open, KLM Dutch Open
- 1990: Benson & Hedges International Open, Carroll's Irish Open, Lancome Trophy
- 1991: Open Cataluña, Epson Grand Prix of Europe
- 1992: Turespaña Open de Tenerife, Open Mediterrania
- 1994: Turespana Open Mediterrania (2), Volvo PGA Championship
- 1997: Turespaña Masters Open de Canarias
- 2000: Benson and Hedges International Open
- 2001: Open de Francia
- 2005: Mallorca Classic

El Circuito Europeo reconoce las victorias en los tres grandes de Estados Unidos desde el año 1998, así que la victoria en el Masters de 1999 cuenta para el Circuito Europeo, pero no la del año 1994.

## Victorias en el PGA Tour
- 1990: NEC World Series of Golf
- 1991: The International
- 1994: Masters de Augusta, World Series of Golf
- 1999: Masters de Augusta
- 2002: Abierto de San Diego

## Otras victorias profesionales
- 1989: Visa Taiheiyo Masters (Japón)
- 1990: Visa Taiheiyo Masters (Japón)
- 1998: Dubai Desert Classic
- 2002: Omega Hong Kong Open

## Victorias en categoría Amateur
- 1983: Open de Italia Amateur Championship, Open de España Amateur Championship, British Boys Amateur Championship
- 1984: The Amateur Championship, Internacional de Bélgica Youths Championship, Open de España Amateur Championship
- 1985: British Youths Amateur Championship

## Resultados en los grandes
| Torneo               | 1984 | 1985     | 1986 | 1987 | 1988 | 1989 |
| -------------------- | ---- | -------- | ---- | ---- | ---- | ---- |
| Masters de Augusta   | -    | CUT      | -    | CUT  | -    | T8   |
| U.S. Open            | -    | -        | -    | T68  | -    | T9   |
| Abierto Británico    | CUT  | T25 (LA) | T16  | T11  | T36  | T23  |
| Campeonato de la PGA | -    | -        | -    | CUT  | -    | CUT  |

| Torneo               | 1990 | 1991 | 1992 | 1993 | 1994 | 1995 | 1996 | 1997 | 1998 | 1999 |
| -------------------- | ---- | ---- | ---- | ---- | ---- | ---- | ---- | ---- | ---- | ---- |
| Masters de Augusta   | 13   | 2    | T42  | T7   | 1    | T14  | -    | T12  | T12  | 1    |
| U.S. Open            | T8   | T8   | CUT  | CUT  | CUT  | T28  | -    | T16  | T18  | Ret  |
| Abierto Británico    | T16  | T80  | 3    | CUT  | T38  | T31  | -    | T20  | T15  | CUT  |
| Campeonato de la PGA | T14  | CUT  | CUT  | T56  | T7   | T31  | -    | CUT  | CUT  | CUT  |

| Torneo               | 2000 | 2001 | 2002 | 2003 | 2004 | 2005 | 2006 | 2007 | 2008 | 2009 |
| -------------------- | ---- | ---- | ---- | ---- | ---- | ---- | ---- | ---- | ---- | ---- |
| Masters de Augusta   | CUT  | T15  | 4    | T8   | 30   | CUT  | T3   | T44  | CUT  | CUT  |
| U.S. Open            | T12  | CUT  | T50  | CUT  | -    | -    | T21  | T45  | -    | -    |
| Abierto Británico    | T31  | T54  | CUT  | CUT  | -    | T3   | T56  | -    | -    | -    |
| Campeonato de la PGA | T4   | T37  | 69   | T51  | CUT  | T47  | T55  | CUT  | -    | -    |

| Torneo               | 2010 | 2011 | 2012 | 2013 | 2014 | 2015 | 2016 | 2017 | 2018 | 2019 |
| -------------------- | ---- | ---- | ---- | ---- | ---- | ---- | ---- | ---- | ---- | ---- |
| Masters de Augusta   | -    | CUT  | CUT  | T50  | T34  | CUT  | -    | CUT  | CUT  | CUT  |
| U.S. Open            | -    | -    | -    | CUT  | -    | -    | -    | -    | -    | -    |
| Abierto Británico    | -    | -    | -    | -    | -    | -    | -    | -    | -    | -    |
| Campeonato de la PGA | -    | CUT  | CUT  | -    | -    | -    | -    | -    | -    | -    |

| Torneo               | 2020 |
| -------------------- | ---- |
| Masters de Augusta   | CUT  |
| U.S. Open            | -    |
| Abierto Británico    | -    |
| Campeonato de la PGA | -    |

(LA) = Mejor Amateur

Ret = Retirado

CUT = No pasó el corte

"T" indica empatado

Fondo verde indica victoria. Amarillo, puesto entre los diez primeros.

## Participaciones en equipo
Amateur
- Eisenhower Trophy (representando a España): 1982, 1984.
- St Andrews Trophy (representando a Europa Continental): 1984.
- Jacques Leglise Trophy (representando a Europa Continental): 1982, 1984.

Profesional
- Copa Ryder: 1987 (victoria), 1989 (retiene copa), 1991, 1993, 1997 (victoria), 1999, 2006 (Victoria) como jugador; 2012 (victoria) como Capitán del equipo europeo.
- Copa Alfred Dunhill (representando a España): 1986, 1987, 1988, 1989, 1992, 1993, 1998, 1999 (victoria), 2000 (victoria).
- Copa Mundial de Golf (representando a España): 1989, 2000.
- Four Tours World Championship: 1987, 1989.
- Seve Trophy (representando a Europa Continental): 2000 (victoria), 2002, 2003, 2005 (Capitán jugador), 2013 (Capitán equipo ganador).

## Premios, reconocimientos y distinciones
- Medalla de Oro de la Real Orden del Mérito Deportivo, otorgada por el Consejo Superior de Deportes (1996)
- Premio Príncipe de Asturias de los Deportes (2013)

| Predecesores: · Iker Casillas · Xavi Hernández · España | 27º Premio Príncipe de Asturias de los Deportes 2013 | Sucesor: Maratón de Nueva York Estados Unidos |